# Първи канал (Русия)
„Първи канал“ (на руски: Первый канал) е руска национална телевизия, обхващаща най-голяма част от зрителите на територията на Русия (98,8 % от населението). Контролният пакет от акциите (51 %) на телевизията са държавна собственост. Излъчва се от Москва. Телевизията е вторият телевизионен канал по възраст в СССР и Русия след петербургския Пети канал. Щаб-квартирата на телевизията се намира в кулата Останкино в Москва на адрес ул. Академик Корольов №12.
„Първи канал“ произлиза от „Първа програма на централната телевизия на СССР“, излъчвала от 1951 г., и е най-старият масов телевизионен канал в Русия. През 1991 Централната телевизия е заменена от РГТРК „Останкино“ и е основан „Първи канал на Останкино“, съществувал до 1995 г., а през 1995 е създаден сегашният „Първи канал“ под името „Обществена руска телевизия“ (на руски: Общественное российское телевидение), съкратено ОРТ. Историческото име „Първи канал“ е възвърнато през 2002 г.
От 1 февруари 2023 г. България официално спря излъчването на Първи канал. Те обхващат всички средства за предаване и разпространение в държавите-членки на ЕС, или насочени към тях, включително кабелна и сателитна телевизия, телевизия чрез интернет протокол, платформи, уебсайтове и приложения.

## Предавания
Основната новинарска емисия на „Първи канал“ е предаването „Време“ (на руски: Время). Излъчват се нашумели публицистични програми като „Човек и закон“ и „Чакай ме“, познавателни като „Клуб на пътешествениците“, „В света на животните“ и „Непутёвые заметки“, музикални като „Две звезди“, токшоу – „Нека говорят“ и „Малахов+“, развелкателни – „Какво? Къде? Как?“, „Поле на чудесата“ с Леонид Якубович, руската версия на „Стани богат“, „Клуб на веселите и находчивите“ (КВН), „Фабрика за звезди“, „Ледена епоха“, „Голямата надпревара“ и др.

## Филми
„Първи канал“ участва в заснемането и разпространението на някои от най-доходоносните руски филми:
- „72 метра“,
- „Нощен патрул“ (2004),
- „Турски гамбит“ (2005),
- „Дневен патрул“ (2006),
- „Ирония на съдбата. Продължение“ (2007 – 2008),
- „Любов-морков 2“ (2008),
- „Ваканция под строг режим“ (2009);
- „Ёлки“ (2010);
- „Край“ (2010);
- „Щелкунчик и Крысиный Король“ (2011)
- „Высоцкий. Спасибо, что живой“ (2011)
- „Zолушка“ (2012)
- „Август восьмого“ (2012)

а също така на пълнометражната анимация „Княз Владимир“ (2006).
„Първи канал“ участва също така и при работата над историческо-художествения филм „Адмирал“.